# Брат или брак
«Брат или брак» — казахский комедийный фильм. Дебют актрисы Куралай Анарбековой в качестве продюсера. Сценарий к фильму написали Алишер Утев, Арыстан Каунев и Адилбек Сейылхан, режиссёром картины выступил Ернар Нургалиев.
Фильм вышел в казахский кинопрокат 26 октября 2017 года. Созданием киноленты занималась компания Corich Group. В 2019 году вышло продолжение.

## Сюжет
Молодой парень по имени Айдар влюбляется в Гаухар и добивается её взаимности. На его пути встают пятеро её братьев, которые очень любят свою сестру, и считают, что Айдар не достоин её руки. Айдар при поддержке Гаухар пытается найти подход к каждому из её братьев.

## В ролях
- Даурен Сергазин — Айдар
- Куралай Анарбекова — Гаухар
- Бауыржан Каптагай — Аман
- Мурат Бисенбин — Асан
- Абунасыр Сериков — Канапия
- Олжас Жанабеков — Бага
- Нурлан Сабуров — Аян
- Тауекел Муслим — Марсель

## Съёмочная группа
- Генеральный продюсер: Куралай Анарбекова
- Авторы сценария: Алишер Утев, Арыстан Каунев, Адилбек Сейылхан
- Режиссёр: Ернар Нургалиев
- Оператор: Шерхан Тансыкбаев
- Художник по гриму: Елена Лашина
- Художник по костюмам: Мадина Амирханова
- Композитор: Никита Карев

### Производство
Съёмки фильма проходили летом 2017 года в Алма-Ате.

## Приём
Критики отнесли фильм к «типичной КВНовской комедии», где шутки существуют ради шуток: фильм пытается рассмешить, а не рассказать историю, а яркие второстепенные персонажи выходят на первый план, затмевая собой основной сюжет. Актёров же и их комедийные образы критики в основном похвалили.

## Саундтрек
1. Ренат Гайсин — Сүйемін… Архивная копия от 27 декабря 2019 на Wayback Machine
2. Камшат Жолдыбаева[каз.] — Тағы да сүй Архивная копия от 25 октября 2017 на Wayback Machine